# Ливакович, Доминик
До́миник Лива́кович (хорв. Dominik Livaković; род. 9 января 1995, Задар) — хорватский футболист, вратарь турецкого клуба «Фенербахче» и сборной Хорватии. Участник двух чемпионатов Европы (2020 и 2024) и чемпионата мира 2022.

## Ранние годы
Доминик Ливакович родился 9 января 1995 года в хорватском Задаре в семье Мануэлы Скоблар и Здравко Ливаковича. Учился в начальной школе имени Шимуна Кожичича-Бени и в спортивном классе гимназии имени Владимира Назора. В детстве увлекался баскетболом и волейболом. Влияние на итоговый выбор Ливаковича оказал его дедушка, который привил ему любовь к футболу.
Начинал свою карьеру в местном клубе «Задар». Первый тренер — Йосип Миочич. В девять лет начал заниматься под руководством Якова Пинчича. В 2010 году стал игроком в молодёжной команды «Задара».

## Клубная карьера
1 июля 2012 года перешёл в «Загреб». 31 августа дебютировал в чемпионате Хорватии, выйдя в основном составе в домашнем матче против «Цибалии».
В середине 2015 года подписал контракт с загребским «Динамо», но ещё сезон на правах аренды отыграл за «Загреб». 2 октября 2016 года дебютировал за «Динамо» в чемпионате, отстояв на ноль в дерби с «Хайдуком». 18 октября 2016 года дебютировал в Лиге чемпионов в матче против «Севильи» (0:1).
30 июля 2019 года в квалификационном матче Лиги чемпионов против грузинского «Сабуртало» (3:0) побил рекорд Дражена Ладича по количеству минут без пропущенных голов за «Динамо» с начала сезона (413), установленный в 1995 году. Ливакович пропустил первый гол в сезоне три дня спустя, в победном матче против «Горицы» (3:1), установив новый рекорд в 535 минут.
26 августа 2020 года в квалификационном матче Лиги чемпионов против румынского «ЧФР» отразил пенальти Чиприана Дяка. Игра перешла в дополнительное время и завершилась ничьей 2:2, что привело к серии пенальти. Ливакович отразил удар Кэтэлина Голофки, в результате «Динамо» выиграло серию пенальти и прошло в третий квалификационный раунд. В групповом этапе Лиги Европы Ливакович пропустил всего один гол в пяти играх и вывел «Динамо» на первое место в группе. 18 марта 2021 года в матче 1/8 финала Лиги Европы против «Тоттенхэм Хотспур» сохранил свои ворота «сухими» и привёл клуб к выходу в первый в истории четвертьфинал.
25 августа 2023 года стал игроком турецкого клуба «Фенербахче», подписав пятилетний контракт. 6 сентября стало известно, что Ливакович вошёл в число номинантов приза имени Яшина.

## Карьера в сборной
В мае 2016 года был впервые вызван в сборную Хорватии на товарищеский матч против сборной Молдавии. 11 января 2017 года дебютировал в составе сборной в матче Кубке Китая 2017 против Чили, выйдя в стартовом составе.
В июле 2018 года завоевал серебряную медаль на чемпионате мира по футболу в России, уступив в финале сборной Франции (2:4). 12 октября дебютировал в Лиге наций в матче против сборной Англии (0:0). После неудачного выступления Ловре Калинича, начиная с матча 3-го тура отборочного раунда чемпионата Европы против Уэльса, стал первым номером сборной.
5 декабря 2022 года в 1/8 финала чемпионата мира против Японии был признан лучшим игроком матча после того, как отразил три удара в ходе серии послематчевых пенальти, в результате чего сборная Хорватии вышла в четвертьфинал. Он стал третьим вратарём, отразившим три удара в серии пенальти на чемпионате мира, после португальца Рикарду (2006) и своего соотечественника Даниэля Субашича (2018). В четвертьфинале против сборной Бразилии отразил ещё один пенальти, благодаря чему Хорватия вышла в полуфинал. По результатам своего выступления Ливакович был назван игроком матча, а также удостоен оценки 10/10 от газеты «Экип», став 15-м игроком в истории, получившим максимальную оценку.

## Личная жизнь
В июне 2022 года женился на Хелене Матич после более чем трёх лет отношений.

## Достижения

### Командные
«Загреб»
- Победитель Второй лиги Хорватии: 2013/14

«Динамо» (Загреб)
- Чемпион Хорватии (6): 2017/18, 2018/19, 2019/20, 2020/21, 2021/22, 2022/23
- Обладатель Кубка Хорватии (2): 2017/18, 2020/21
- Обладатель Суперкубка Хорватии (3): 2019, 2022, 2023

Сборная Хорватии
- Вице-чемпион мира: 2018
- Бронзовый призёр чемпионата мира: 2022

### Личные
- Лучший вратарь Хорватии (4): 2019, 2020[34], 2021[35], 2022[36]
- Входит в символическую сборную года чемпионата Хорватии (7): 2015, 2017, 2018, 2019, 2020[34], 2021[35], 2022[36]
- Входит в символическую сборную сезона чемпионата Хорватии по версии газеты «24sata[англ.]» (1): 2020/21[37]
- Входит в символическую сборную сезона чемпионата Хорватии по версии Международного центра спортивных исследований[англ.] (1): 2021/22[38]
- Входит в символическую сборную сезона Лиги Европы (1): 2020/21[39]
- Входит в символическую сборную «Прорыв года. Лига Европы УЕФА» (1): 2018[40]

### Государственные награды
- Орден Князя Бранимира: 2018[41]

## Статистика выступлений

### Клубная статистика
| Выступление        | Выступление      | Выступление      | Чемпионат | Чемпионат | Кубки | Кубки | Прочие | Прочие | Итого | Итого |
| Клуб               | Лига             | Сезон            | Игры      | Голы      | Игры  | Голы  | Игры   | Голы   | Игры  | Голы  |
| ------------------ | ---------------- | ---------------- | --------- | --------- | ----- | ----- | ------ | ------ | ----- | ----- |
| Загреб             | Первая лига      | 2012/13          | 23        | -39       | 1     | 0     | 0      | 0      | 24    | -39   |
| Загреб             | Вторая лига      | 2013/14          | 14        | -11       | 0     | 0     | 0      | 0      | 14    | -11   |
| Загреб             | Первая лига      | 2014/15          | 35        | -50       | 1     | -3    | 0      | 0      | 36    | -53   |
| → Загреб           | Первая лига      | 2015/16          | 32        | -56       | 3     | -3    | 0      | 0      | 35    | -59   |
| → Загреб           | Итого            | Итого            | 104       | -156      | 5     | -6    | 0      | 0      | 109   | -162  |
| → Динамо Загреб II | Вторая лига      | 2016/17          | 1         | -1        | 0     | 0     | 0      | 0      | 1     | -1    |
| Динамо Загреб      | Первая лига      | 2016/17          | 22        | -12       | 1     | 0     | 4      | -8     | 27    | -20   |
| Динамо Загреб      | Первая лига      | 2017/18          | 33        | -31       | 0     | 0     | 4      | -2     | 37    | -33   |
| Динамо Загреб      | Первая лига      | 2018/19          | 21        | -10       | 3     | -3    | 10     | -8     | 34    | -21   |
| Динамо Загреб      | Первая лига      | 2019/20          | 26        | -15       | 2     | -1    | 12     | -15    | 40    | -31   |
| Динамо Загреб      | Первая лига      | 2020/21          | 33        | -25       | 1     | 0     | 14     | -13    | 48    | -38   |
| Динамо Загреб      | Первая лига      | 2021/22          | 34        | -21       | 1     | -1    | 14     | -13    | 49    | -35   |
| Динамо Загреб      | Первая лига      | 2022/23          | 35        | -28       | 2     | -3    | 12     | -18    | 49    | -49   |
| Динамо Загреб      | Первая лига      | 2023/24          | 3         | -2        | 1     | 0     | 4      | -4     | 8     | -6    |
| Динамо Загреб      | Итого            | Итого            | 207       | -144      | 11    | -8    | 74     | -81    | 292   | -233  |
| Всего за карьеру   | Всего за карьеру | Всего за карьеру | 312       | -301      | 16    | -14   | 74     | -81    | 402   | -396  |

1. ↑  Кубок Хорватии, Суперкубок Хорватии.
2. ↑  Лига чемпионов УЕФА, Лига Европы УЕФА.

### Статистика за сборную
| Сборная  | Год   | Матчи | ГП  |
| -------- | ----- | ----- | --- |
| Хорватия | 2017  | 1     | -1  |
| Хорватия | 2018  | 2     | -1  |
| Хорватия | 2019  | 6     | -4  |
| Хорватия | 2020  | 7     | -17 |
| Хорватия | 2021  | 12    | -13 |
| Хорватия | 2022  | 13    | -11 |
| Хорватия | 2023  | 10    | -6  |
| Хорватия | 2024  | 3     | -3  |
| Всего    | Всего | 54    | -56 |

### Список матчей за сборную
| Матчи Доминика Ливаковича за национальную сборную Хорватии | Матчи Доминика Ливаковича за национальную сборную Хорватии | Матчи Доминика Ливаковича за национальную сборную Хорватии | Матчи Доминика Ливаковича за национальную сборную Хорватии | Матчи Доминика Ливаковича за национальную сборную Хорватии | Матчи Доминика Ливаковича за национальную сборную Хорватии | Матчи Доминика Ливаковича за национальную сборную Хорватии | Матчи Доминика Ливаковича за национальную сборную Хорватии |
| №                                                          | Дата                                                       | Соперник                                                   | Счёт                                                       | Голы                                                       | Карточки                                                   | Минуты                                                     | Соревнование                                               |
| ---------------------------------------------------------- | ---------------------------------------------------------- | ---------------------------------------------------------- | ---------------------------------------------------------- | ---------------------------------------------------------- | ---------------------------------------------------------- | ---------------------------------------------------------- | ---------------------------------------------------------- |
| 1                                                          | 11 января 2017                                             | Чили                                                       | 1:1                                                        | -1                                                         | —                                                          | 90'                                                        | Товарищеский матч                                          |
| 2                                                          | 12 октября 2018                                            | Англия                                                     | 0:0                                                        | —                                                          | —                                                          | 90'                                                        | Лига наций УЕФА 2018/19. Групповой этап                    |
| 3                                                          | 15 октября 2018                                            | Иордания                                                   | 2:1                                                        | -1                                                         | —                                                          | 90'                                                        | Товарищеский матч                                          |
| 4                                                          | 8 июня 2019                                                | Уэльс                                                      | 2:1                                                        | -1                                                         | —                                                          | 90'                                                        | Отборочные матчи ЧЕ-2020                                   |
| 5                                                          | 6 сентября 2019                                            | Словакия                                                   | 4:0                                                        | —                                                          | —                                                          | 90'                                                        | Отборочные матчи ЧЕ-2020                                   |
| 6                                                          | 9 сентября 2019                                            | Азербайджан                                                | 1:1                                                        | -1                                                         | —                                                          | 90'                                                        | Отборочные матчи ЧЕ-2020                                   |
| 7                                                          | 10 октября 2019                                            | Венгрия                                                    | 3:0                                                        | —                                                          | —                                                          | 90'                                                        | Отборочные матчи ЧЕ-2020                                   |
| 8                                                          | 13 октября 2019                                            | Уэльс                                                      | 1:1                                                        | -1                                                         | —                                                          | 90'                                                        | Отборочные матчи ЧЕ-2020                                   |
| 9                                                          | 16 ноября 2019                                             | Словакия                                                   | 3:1                                                        | -1                                                         | —                                                          | 90'                                                        | Отборочные матчи ЧЕ-2020                                   |
| 10                                                         | 5 сентября 2020                                            | Португалия                                                 | 1:4                                                        | -4                                                         | —                                                          | 90'                                                        | Лига наций УЕФА 2020/21. Групповой этап                    |
| 11                                                         | 8 сентября 2020                                            | Франция                                                    | 2:4                                                        | -4 ( 46′ (авт.)                                            | —                                                          | 90'                                                        | Лига наций УЕФА 2020/21. Групповой этап                    |
| 12                                                         | 7 октября 2020                                             | Швейцария                                                  | 2:1                                                        | -1                                                         | —                                                          | 90'                                                        | Товарищеский матч                                          |
| 13                                                         | 11 октября 2020                                            | Швеция                                                     | 2:1                                                        | -1                                                         | —                                                          | 90'                                                        | Лига наций УЕФА 2020/21. Групповой этап                    |
| 14                                                         | 14 октября 2020                                            | Франция                                                    | 1:2                                                        | -2                                                         | —                                                          | 90'                                                        | Лига наций УЕФА 2020/21. Групповой этап                    |
| 15                                                         | 14 ноября 2020                                             | Швеция                                                     | 1:2                                                        | -2                                                         | —                                                          | 90'                                                        | Лига наций УЕФА 2020/21. Групповой этап                    |
| 16                                                         | 17 ноября 2020                                             | Португалия                                                 | 2:3                                                        | -3                                                         | —                                                          | 90'                                                        | Лига наций УЕФА 2020/21. Групповой этап                    |
| 17                                                         | 24 марта 2021                                              | Словения                                                   | 0:1                                                        | -1                                                         | —                                                          | 90'                                                        | Отборочные матчи ЧМ-2022                                   |
| 18                                                         | 27 марта 2021                                              | Кипр                                                       | 1:0                                                        | —                                                          | —                                                          | 90'                                                        | Отборочные матчи ЧМ-2022                                   |
| 19                                                         | 30 марта 2021                                              | Мальта                                                     | 3:0                                                        | —                                                          | —                                                          | 90'                                                        | Отборочные матчи ЧМ-2022                                   |
| 20                                                         | 1 июня 2021                                                | Армения                                                    | 1:1                                                        | -1                                                         | —                                                          | 90'                                                        | Товарищеский матч                                          |
| 21                                                         | 6 июня 2021                                                | Бельгия                                                    | 0:1                                                        | -1                                                         | —                                                          | 90'                                                        | Товарищеский матч                                          |
| 22                                                         | 13 июня 2021                                               | Англия                                                     | 0:1                                                        | -1                                                         | —                                                          | 90'                                                        | ЧЕ-2020. Групповой этап                                    |
| 23                                                         | 18 июня 2021                                               | Чехия                                                      | 1:1                                                        | -1                                                         | —                                                          | 90'                                                        | ЧЕ-2020. Групповой этап                                    |
| 24                                                         | 22 июня 2021                                               | Шотландия                                                  | 3:1                                                        | -1                                                         | —                                                          | 90'                                                        | ЧЕ-2020. Групповой этап                                    |
| 25                                                         | 28 июня 2021                                               | Испания                                                    | 3:5                                                        | -5                                                         | —                                                          | 90'                                                        | ЧЕ-2020. 1/8 финала                                        |
| 26                                                         | 1 сентября 2021                                            | Россия                                                     | 0:0                                                        | —                                                          | —                                                          | 90'                                                        | Отборочные матчи ЧМ-2022                                   |
| 27                                                         | 8 октября 2021                                             | Кипр                                                       | 3:0                                                        | —                                                          | —                                                          | 90'                                                        | Отборочные матчи ЧМ-2022                                   |
| 28                                                         | 11 октября 2021                                            | Словакия                                                   | 2:2                                                        | -2                                                         | —                                                          | 90'                                                        | Отборочные матчи ЧМ-2022                                   |
| 29                                                         | 26 марта 2022                                              | Словения                                                   | 1:1                                                        | -1                                                         | —                                                          | 90'                                                        | Товарищеский матч                                          |
| 30                                                         | 6 июня 2022                                                | Франция                                                    | 1:1                                                        | -1                                                         | —                                                          | 90'                                                        | Лига наций УЕФА 2022/23. Групповой этап                    |
| 31                                                         | 10 июня 2022                                               | Дания                                                      | 1:0                                                        | —                                                          | —                                                          | 90'                                                        | Лига наций УЕФА 2022/23. Групповой этап                    |
| 32                                                         | 22 сентября 2022                                           | Дания                                                      | 2:1                                                        | -1                                                         | —                                                          | 90'                                                        | Лига наций УЕФА 2022/23. Групповой этап                    |
| 33                                                         | 25 сентября 2022                                           | Австрия                                                    | 3:1                                                        | -1                                                         | —                                                          | 90'                                                        | Лига наций УЕФА 2022/23. Групповой этап                    |
| 34                                                         | 16 ноября 2022                                             | Саудовская Аравия                                          | 1:0                                                        | —                                                          | —                                                          | 90'                                                        | Товарищеский матч                                          |
| 35                                                         | 23 ноября 2022                                             | Марокко                                                    | 0:0                                                        | —                                                          | —                                                          | 90'                                                        | ЧМ-2022. Групповой этап                                    |
| 36                                                         | 27 ноября 2022                                             | Канада                                                     | 4:1                                                        | -1                                                         | —                                                          | 90'                                                        | ЧМ-2022. Групповой этап                                    |
| 37                                                         | 1 декабря 2022                                             | Бельгия                                                    | 0:0                                                        | —                                                          | —                                                          | 90'                                                        | ЧМ-2022. Групповой этап                                    |
| 38                                                         | 5 декабря 2022                                             | Япония                                                     | 1:1 (3:1)                                                  | -1                                                         | —                                                          | 90'                                                        | ЧМ-2022. 1/8 финала                                        |
| 39                                                         | 9 декабря 2022                                             | Бразилия                                                   | 1:1 (4:2)                                                  | -1                                                         | —                                                          | 90'                                                        | ЧМ-2022. 1/4 финала                                        |
| 40                                                         | 13 декабря 2022                                            | Аргентина                                                  | 0:3                                                        | -3                                                         | 32'                                                        | 90'                                                        | ЧМ-2022. 1/2 финала                                        |
| 41                                                         | 17 декабря 2022                                            | Марокко                                                    | 2:1                                                        | -1                                                         | —                                                          | 90'                                                        | ЧМ-2022. Матч за 3-е место                                 |

Итого: 41 матч / 47 пропущенных голов; 19 побед, 12 ничьих, 10 поражений.